# Contea di Wanju
La contea di Wanju (Wanju-gun; 완주군; 完州郡) è una delle suddivisioni della provincia sudcoreana del Nord Jeolla.